# خوميني بولو
خوميني بولو هي بلدة في مقاطعة بخارى في ولاية بخارى في أوزبكستان.